# Mastomys
Mastomys is een geslacht van knaagdieren uit de muizen en ratten van de Oude Wereld dat voorkomt in alle delen van Afrika, behalve de droogste. Ze zijn daar zeer succesvol; ze leven in allerlei habitats en één soort is zelfs een cultuurvolger geworden. Dit geslacht is vroeger als een ondergeslacht van Rattus beschouwd; later werd het als een ondergeslacht van Praomys beschouwd. Aan het tweede geslacht is het wel nauw verwant, aan het eerste niet, maar tegenwoordig wordt Mastomys vrijwel altijd als een apart geslacht beschouwd. De grenzen van het geslacht zijn nog niet volledig duidelijk.

## Kenmerken
Het zijn nauwelijks gespecialiseerde ratten met een korte, zachte vacht die van boven bruin of grijs en van onder grijs of wit is. Uiterlijk lijken ze veel op echte ratten (Rattus). De kop-romplengte bedraagt 6 tot 17 cm, de staartlengte 5 tot 15 cm en het gewicht 12 tot 70 gram. Vrouwtjes hebben zeer veel mammae, tot 24 bij sommige soorten (meer dan alle andere knaagdieren), waar ze hun Engelse naam "multimammate mice" en de Duitse naam "Vielzitzenmäuse" aan te danken hebben. Andere soorten, zoals M. shortridgei, hebben echter maar 10 mammae.

## Leefwijze
Het natuurlijke habitat van deze ratten beslaat savannes, halfwoestijnen en droge wouden. Sommige soorten zijn gespecialiseerd en leven nog maar in kleinere gebieden. Mastomys natalensis heeft zich tot een cultuurvolger ontwikkeld en is berucht als overbrenger van ziekten. Ze eten fruit, zaden en ongewervelde dieren. Meestal worden er 10 tot 12 jongen per keer geboren, maar soms wel 22. Meestal brengen de vrouwtjes twee worpen per jaar voort.

## Fossiele geschiedenis
Dit geslacht is in Afrika bekend sinds het Laat-Plioceen. Uit het Pleistoceen van Israël zijn drie fossiele soorten bekend: Mastomys galilensis, Mastomys levantinus en Mastomys batei.

## Soorten
Er zijn acht soorten:
- Mastomys angolensis (Angola)
- Mastomys awashensis (Ethiopië)
- Mastomys coucha (Midden-Namibië tot Zimbabwe en Zuid-Afrika)
- Mastomys erythroleucus (Marokko tot Tunesië; Senegal tot Ethiopië en Burundi)
- Mastomys huberti (Zuid-Mauritanië tot Noord-Nigeria) (vroeger hildebrandtii)
- Mastomys kollmannspergeri (Noord-Niger en Noordoost-Nigeria tot Noord-Kameroen en Zuid-Soedan) (vroeger verheyeni)
- Mastomys natalenis – Veeltepelmuis (Afrika ten zuiden van de Sahara, behalve het zuidwesten)
- Mastomys shortridgei (Noordwest-Botswana, Noordoost-Namibië en Oost-Angola)

Abditomys · 
Abeomelomys · 
Aethomys · 
Anisomys · 
Anonymomys · 
Apodemus · 
Apomys · 
Archboldomys · 
Arvicanthis · 
Baiyankamys · 
Baletemys · 
Bandicota · 
Batomys · 
Berylmys · 
Brassomys · 
Bullimus · 
Bunomys · 
Canariomys · 
Carpomys · 
Chingawaemys · 
Chiromyscus · 
Chiropodomys · 
Chiruromys · 
Chrotomys · 
Coccymys · 
Colomys · 
Congomys · 
Conilurus · 
Coryphomys · 
Crateromys · 
Cremnomys · 
Crossomys · 
Crunomys · 
Dacnomys · 
Dasymys · 
Dephomys · 
Desmomys · 
Diomys · 
Diplothrix · 
Echiothrix · 
Eropeplus · 
Frateromys · 
Golunda · 
Gracilimus · 
Grammomys · 
Hadromys · 
Haeromys · 
Halmaheramys · 
Hapalomys · 
Heimyscus · 
Hybomys · 
Hydromys · 
Hylomyscus · 
Hyomys · 
Hyorhinomys · 
Kadarsanomys · 
Komodomys · 
Lamottemys · 
Leggadina · 
Lemniscomys · 
Lenomys · 
Lenothrix · 
Leopoldamys · 
Leporillus · 
Leptomys · 
Limnomys · 
Lorentzimys · 
Macruromys · 
Madromys ·
Malacomys · 
Mallomys · 
Malpaisomys · 
Mammelomys · 
Margaretamys · 
Mastacomys · 
Mastomys · 
Maxomys · 
Melasmothrix · 
Melomys · 
Mesembriomys ·
Micaelamys · 
Microhydromys · 
Micromys · 
Millardia · 
Mirzamys · 
Montemys · 
Mus · 
Musseromys · 
Mylomys · 
Myomyscus · 
Nesokia · 
Nilopegamys · 
Niviventer · 
Notomys · 
Ochromyscus · 
Oenomys ·
Otomys · 
Palawanomys · 
Papagomys · 
Parahydromys · 
Paraleptomys · 
Paramelomys · 
Parotomys · 
Paucidentomys · 
Paulamys · 
Pelomys · 
Phloeomys · 
Pithecheir · 
Pithecheirops · 
Pogonomelomys · 
Pogonomys · 
Praomys · 
Protochromys · 
Pseudohydromys · 
Pseudomys · 
Rattus · 
Rhabdomys · 
Rhynchomys · 
Saxatilomys ·
Serengetimys ·
Solomys · 
Sommeromys · 
Soricomys · 
Spelaeomys · 
Srilankamys · 
Stenocephalemys · 
Stochomys · 
Sundamys · 
Taeromys · 
Tarsomys · 
Tateomys · 
Thallomys · 
Thamnomys · 
Tokudaia · 
Tonkinomys ·
Tryphomys · 
Typomys · 
Uromys · 
Vandeleuria · 
Vernaya · 
Xenuromys · 
Xeromys · 
Zelotomys · 
Zyzomys